# Ђузепе Кривели
Ђузепе Кривели (итал. Giuseppe Crivelli; Милано, Краљевина Италија 5. октобар 1900 — Милано, 17. новембар 1950) бивши италијански веслач у осмерцу, и возач боба четвороседа, учесник на Летњим олимпијским играма 1924. у Паризу и Зимских олимпијским играма 1928. у Сент Морицу.

## Биографија
Био је члан задарског Веслачког клуба Диадора.
На Олимпијским играма 1924. у Паризу освојио је бронзану медаљу. Поред њега посаду осмерца сачињавала су шесторица Хрвата: три рођена брата Шимун, Фране и Анте Каталинић, Петар Иванов и Бруно Сорић као и два Италијана: Латино Галасо и Карло Тоњати.
Четири године касније на Зимских олимпијским играма 1928. у Сент Морицу учествовао је у такмичењу у бобу четворесду. Посаду су поред Кривелија чинили и Ђанкарло Морпурго, Карло Сем, Луиђи Черути и Пјеро Маркети. Заузели су 21. место.